# Michal Ajvaz
Michal Ajvaz (* 30. října 1949 Praha) je český prozaik, básník, překladatel a spisovatel, představitel magického realismu (jako představitel magického realismu je ovšem označován jenom částí literární kritiky – stále přetrvává problematika řazení. O magickém realismu se podle značné části vědců dá mluvit jenom v rámci Latinské Ameriky, protože magický realismus vychází z mýtů původních indiánských obyvatel, proto se o Ajvazovi ale třeba i o Rushdiem mluví spíše jako o nadrealistech[zdroj?]), současné literární fantastiky.

## Životopis
Narodil se do rodiny Michala Ajvaze, chemika a překladatele z ruštiny, což byla jeho rodná řeč. Michal Ajvaz má totiž karaimské předky. Poté, co odmaturoval na střední všeobecně vzdělávací škole, mezi lety 1967 a 1974 studoval češtinu a estetiku na Filozofické fakultě Univerzity Karlovy. Zde v roce 1978 po sepsání své diplomové práce Richard Weiner a rigorózní práce Richard Weiner a Karel Čapek získal titul PhDr. Do roku 1994 se živil různými dělnickými profesemi. V letech 1974–1985 pracoval jako sálový dělník v obecním domě na Praze 4, později jako noční hlídač parkoviště, poté jako domovník v hotelu v Krkonoších a v rozmezí let 1986 až 1994 čerpač vody u firmy Vodní zdroje. Svobodné povolání si zvolil až v roce 1994.
Mezi lety 1996 až 1999 působil jako redaktor Literárních novin. Od té doby se věnuje zejména spisovatelské činnosti. Od roku 2003 je zaměstnán v Centru pro teoretická studia Akademie věd a Univerzity Karlovy. Do roku 1989 nenapsal žádnou knihu, ačkoliv říká, že psal v nepravidelných intervalech už od patnácti let. Svoji první knihu vydal tedy až v roce 1989 a je pojmenována Vražda v hotelu Intercontinental.
V roce 2015 byl hostem 16. ročníku Měsíce autorského čtení.

## Dílo
Celkově se v Ajvazově tvorbě vyskytuje mnoho symbolů – jako třeba symbol knihy, které po přečtení mizí text, symbolizující utíkající život ad. Ajvaz si uchoval svou hravost a mírnou roztomilost prozaické tvorby, čímž svá díla odlehčuje, přesto jejich vážnost udržuje na takové hranici, aby dávala smysl a působila ve své magičnosti a mýtičnosti přirozeně.

### Novější romány
V roce 1997 napsal román Tyrkysový orel, poté v roce 2001 napsal fiktivní cestopis Zlatý Věk a poté ještě romány Prázdné ulice nebo Cesta na jih, v těchto knihách již opouští svou oblíbenou Prahu a rozšiřuje svoje magické reálie hluboko do světa, například Malajsie, malého alpského městečka, fiktivní jihoafrické země a další a další.

### Filosofické spisy
Mimo beletristické knihy psal Michal Ajvaz i filosofické spisy. V roce 1994 vydal knihu Znak a bytí, kde se zamýšlí nad Derridovou filosofií. Poté v roce 1997 vydal dvě knihy, Tiché labyrinty a Tajemství Knihy. A konečně poslední filosofický spis Světelný prales vyšel v roce 2003. Mimo to psal Ajvaz také mnohé eseje a zabýval se filosofií a tvorbou různých magických realistů. V roce 2003 mu proto vyšla kniha Sny gramatik a Záře písmen, kde rozebírá Borgesovu literární tvorbu.

### Překlady
- Ernst Jünger: Na mramorových útesech (Mladá fronta, 1995)